# 血胸屏障
血胸（腺）屏障（Blood-thymus barrier）是一層能將胸腺與循環系統隔離開的屏障，由毛細血管內皮細胞及基膜、胸腺上皮細胞組成。胸腺上皮細胞周圍的巨噬細胞進一步增強了該屏障的隔離性能。血胸屏障不僅可以避免循環系統中可能存在的有毒物質進入胸腺，還可以保證機體內的抗原不進入胸腺刺激未成熟的T細胞。